# Dypsis canaliculata
Dypsis canaliculata – gatunek palmy z rzędu arekowców (Arecales). 
Występuje endemicznie na Madagaskarze, w prowincjach Antsiranana oraz Toamasina. Znane były 2-5 jego naturalne stanowiska, jednak nie widziano tego gatunku od 1951 roku. Jest prawdopodobne, że wymarł.
Rośnie w bioklimacie wilgotnym, średniowilgotnym. Występuje na wysokości do 500 m n.p.m.